# Isla Pariti
La isla Pariti es una isla de Bolivia, situada en el lago Titicaca. Administrativamente pertenece al municipio de Puerto Pérez de la provincia de Los Andes en el departamento de La Paz. La isla Pariti está ubicada en la parte del lago de Wiñaymarca, que es la parte sur del Titicaca. A 1,3 km al noreste se encuentra la península de Cohana y a 1,7 km al noroeste se encuentra la isla Intxa. La isla está formada por un peñón rocoso de un kilómetro y medio de largo aproximadamente con diferencias en el relieve.
Es conocida por ser uno de los centros ceremoniales más importantes de la antigua cultura tiahuanaco, que se desarrolló en el Altiplano andino. En la isla se encuentra un museo arqueológico, con más de un centenar de piezas y objetos de las culturas tiahuanacota y chiripa, que datan del año 900 a 1050 después de Cristo.
El clima es templado. La temperatura promedio 12 °C. El mes más caluroso es octubre, el 16 °C, y el enero más frío, a las 8 °C. La precipitación media 650 milímetros al año. El mes más lluvioso es febrero, con 141 milímetros de lluvia, y el más seco es julio, con 12 milímetros.
Para llegar a la Isla Pariti es necesario tomar un bote desde la población de Quehuaya.